# فتح جنديسابور
تم حصار جنديسابور في عام 642. كانت آخر مدينة رئيسية تفتح في خوزستان. وبحسب الطبري والبلاذري، سار الصحابي أبو موسى الأشعري إلى جنديسابور وحاصر المدينة.  كانت دفاعات المدن ضعيفة وبعد أيام قليلة استسلمت المدينة وفتحت بابها. أقر أبو موسى السلام مع المدينة مقابل الجزية التي قبلتها المدينة. توجه أبو موسى بعد ذلك إلى كلبانية واستولى عليها بسهولة.  واستولى على عدد من المدن الصغيرة الأخرى، وبذلك أكمل فتح خوزستان.